# أوانا كيريلا
أوانا كيريلا (بالرومانية: Oana Chirilă)‏ مواليد 3 مايو 1981 في كلوج نابوكا، هي لاعبة كرة يد رومانية. مثلت منتخب رومانيا لكرة اليد للسيدات. حققت المركز الأول في بطولة أوروبا لكرة اليد للسيدات 2000.

## سجل المنافسة
شاركت في البطولات التالية:
- بطولة العالم لكرة اليد للسيدات 2005
- بطولة العالم لكرة اليد للسيدات 2011
- بطولة أوروبا لكرة اليد للسيدات 2010

## الميداليات
| الميدالية | المسابقة                            |
| --------- | ----------------------------------- |
| ذهبية     | بطولة أوروبا لكرة اليد للسيدات 2000 |
| فضية      | بطولة العالم لكرة اليد للسيدات 2005 |
| برونزية   | بطولة أوروبا لكرة اليد للسيدات 2010 |